# Saint Michel (ciruela)
Saint Michel es una variedad cultivar de ciruelo (Prunus domestica), de las denominadas ciruelas europeas,
una variedad de ciruela que se cultiva en la mayoría de las regiones de Francia. Las frutas tienen un tamaño pequeño, color de piel azul violáceo, y pulpa de color amarillo verdoso o ambarino, transparente, con textura blanda, semi pastosa, medianamente jugosa, y sabor dulce, agradable.

## Historia
'Saint Michel' variedad de ciruela cuyos orígenes son antiguos una 'Mirabelle' violacea y se localizan en la mayoría de las regiones de Francia, y no confundir con la variedad diferente 'Saint-Michel du Mellois' que se encuentra solamente en Pays Mellois en la comunidad de Montalembert y tiene color amarillo con rubores de color anaranjado.
'Saint Michel' está cultivada en el banco de germoplasma de cultivos vivos de la Estación experimental Aula Dei de Zaragoza con el nombre de accesión : 'Saint Michel'.

## Características
'Saint Michel' árbol de porte extenso, moderadamente vigoroso, erguido. Las flores deben aclararse mucho para que los frutos alcancen un calibre más grueso. Tiene un tiempo de floración que comienza a partir del 16 de abril con el 10% de floración, para el 20 de abril tiene una floración completa (80%), y para el 29 de abril tiene un 90% de caída de pétalos.
'Saint Michel' tiene una talla de tamaño pequeño, de forma oval, deprimida en las caras laterales y estrechándose hacia el polo pistilar, muy regular, presenta sutura poco destacada, del mismo tono que el fruto, superficial; epidermis tiene una piel muy fuerte, pruina abundante, muy fina, azulado violácea, no se aprecia pubescencia, siendo el color de la piel rojo púrpura o morado azulado no uniforme, dejando entrever con frecuencia zonas rojo claro o amarillo oliváceo, con punteado abundante, poco perceptible, pequeño, blanquecino con aureola rojo amoratado solo perceptible en zonas poco coloreadas; pedúnculo mediano o largo, ligeramente pubescente, fuertemente adherido al fruto, siendo su cavidad  peduncular casi nula, superficial, casi imperceptiblemente rebajada en la sutura; pulpa de color amarillo verdoso o ambarino, transparente, con textura blanda, semi pastosa, medianamente jugosa, y sabor dulce, agradable.
Hueso semi libre, pequeño, elíptico, poco notable, con surcos finos pero bien acusados, caras laterales de
superficie arenosa, semi lisa.
Su tiempo de recogida de cosecha se inicia en su maduración a finales de septiembre.

## Usos
La ciruela 'Saint Michel' se utiliza en la elaboración de licor de ciruela.